# Daniel Eschbach
Daniel Eschbach (* 5. Oktober 1973 in Bensberg) ist ein ehemaliger deutscher Fußballtorwart.

## Karriere
Eschbach spielte sein erstes Bundesligaspiel beim 1. FC Köln in der Saison 1996/97, nachdem Bodo Illgner zu Real Madrid gewechselt, Stammtorwart Michael Kraft verletzt ausgefallen und Ersatztorhüter Antonio Ananiew nach einer Roten Karte gesperrt worden war. Nach zwei Spielen kehrte Kraft zum Beginn der Rückrunde als Torwart zurück. Für die Saison 1997/98 wechselte Eschbach zum FC Energie Cottbus in die Zweite Bundesliga, kam dort jedoch zu keinem Einsatz. Danach spielte er in der Saison 1998/99 beim KFC Uerdingen 05 ebenfalls in der Zweiten Bundesliga. Im Jahr 2000 beendete er seine Karriere beim Wuppertaler SV in der Oberliga Nordrhein.
Eschbach kam auf jeweils zwei Einsätze in der Ersten und in der Zweiten Bundesliga.

## Sonstiges
Seit Mai 2019 ist Eschbach Vorstandsmitglied der Creditplus Bank.